# Rot-Weiss Essen
Rot-Weiss Essen là một câu lạc bộ bóng đá Đức có trụ sở tại Essen, North Rhine-Westphalia. Câu lạc bộ chơi ở Liga 3, tại Stadion an der Hafenstraße.
Đội đã giành được DFB-Pokal năm 1953 và chức vô địch Đức năm 1955. Thành công sau đó đã giúp họ có được mùa giải đầu tiên của Cúp C1 Châu Âu.

## Đội hình hiện tại
Tính đến ngày 3 tháng 9 năm 2024
Ghi chú: Quốc kỳ chỉ đội tuyển quốc gia được xác định rõ trong điều lệ tư cách FIFA. Các cầu thủ có thể giữ hơn một quốc tịch ngoài FIFA.
| Số | VT | Quốc gia | Cầu thủ                                       |
| -- | -- | -------- | --------------------------------------------- |
| 1  | TM | Đức      | Jakob Golz                                    |
| 2  | HV | Đức      | Julian Eitschberger (on loan from Hertha BSC) |
| 4  | HV | Đức      | Michael Schultz (captain)                     |
| 6  | TV | Đức      | Ahmet Arslan                                  |
| 7  | TĐ | Bỉ       | Robbie D'Haese                                |
| 8  | TV | Hà Lan   | Jimmy Kaparos                                 |
| 10 | TV | Đức      | Thomas Eisfeld                                |
| 11 | TĐ | Hà Lan   | Ramien Safi                                   |
| 14 | TV | Đức      | Lucas Brumme                                  |
| 16 | HV | Đức      | Mustafa Kourouma                              |
| 17 | HV | Đức      | Ekin Çelebi                                   |
| 18 | TV | Đức      | Nils Kaiser                                   |
| 19 | HV | Đức      | Eric Voufack                                  |

| Số | VT | Quốc gia | Cầu thủ                                          |
| -- | -- | -------- | ------------------------------------------------ |
| 20 | TĐ | Đức      | Leonardo Vonić                                   |
| 21 | TĐ | Kosovo   | Dion Berisha                                     |
| 22 | TV | Đức      | Joseph Boyamba                                   |
| 23 | HV | Đức      | José-Enrique Ríos Alonso                         |
| 25 | TĐ | Đức      | Manuel Wintzheimer (on loan from 1. FC Nürnberg) |
| 26 | TĐ | Đức      | Torben Müsel                                     |
| 28 | TV | Pháp     | Tom Moustier                                     |
| 29 | TĐ | Guinée   | Moussa Doumbouya                                 |
| 30 | TĐ | Đức      | Kelsey Meisel                                    |
| 31 | TM | Đức      | Ole Springer                                     |
| 33 | HV | Đức      | Tobias Kraulich                                  |
| 35 | TM | Đức      | Felix Wienand                                    |
| 39 | HV | Đức      | Gianluca Swajkowski                              |